# Золота лава
Золота лава (італ. Albo Panchina D'oro) — щорічна італійська футбольна премія, що вручається найкращому тренеру чемпіонату Італії на основі голосування, проведеного серед його колег. Приз Срібна лава (італ. Albo Panchina d Argento) вручається тренеру, який працював у Серії В.

## Лауреати
| Сезон   | Золота лава          | Клуб              | Срібна лава          | Клуб              |
| ------- | -------------------- | ----------------- | -------------------- | ----------------- |
| 1990-91 | Раймон Гуталс        | Олімпік (Марсель) |                      |                   |
| 1991-92 | Фабіо Капелло        | Мілан             |                      |                   |
| 1992-93 |                      |                   |                      |                   |
| 1993-94 | Фабіо Капелло        | Мілан             |                      |                   |
| 1994-95 | Марчелло Ліппі       | Ювентус           | Ренцо Улів'єрі       | Болонья           |
| 1995-96 | Марчелло Ліппі       | Ювентус           | Освальдо Джаконі     | Кастель-ді-Сангро |
| 1996-97 | Альберто Дзаккероні  | Удінезе           | Джузеппе Піллон      | Тревізо           |
| 1997-98 | Луїджі Сімоні        | Інтернаціонале    | Коррадо Бенедетті    | Чезена            |
| 1998-99 | Альберто Дзаккероні  | Мілан             | Клуадіо Фоскаріні    | Альцано           |
| 1999-00 | Альберто Кавазін     | Лечче             | Серс Космі           | Ареццо            |
| 2000-01 | Фабіо Капелло        | Рома              | Джанні Де Б'язі      | Модена            |
| 2001-02 | Луїджі Дельнері      | К'єво             | Еціо Россі           | Трієстина         |
| 2002-03 | Карло Анчелотті      | Мілан             | Еліо Густінетті      | Альбінолеффе      |
| 2003-04 | Карло Анчелотті      | Мілан             | Маріо Сомма          | Емполі            |
| 2004-05 | Лучано Спаллетті     | Удінезе           | Доменіко Ді Карло    | Мантова           |
| 2005-06 | Чезаре Пранделлі     | Фіорентина        | Антоніо Сода         | Спеція            |
| 2006-07 | Чезаре Пранделлі     | Фіорентина        | Джан П'єро Гасперіні | Дженоа            |
| 2007-08 | Роберто Манчіні      | Інтернаціонале    | Джузеппе Якіні       | К'єво             |
| 2008-09 | Массіміліано Аллегрі | Кальярі           | Антоніо Конте        | Барі              |
| 2009-10 | Жозе Моурінью        | Інтер             | П'єрпаолі Бізолі     | Чезена            |
| 2010-11 | Франческо Гвідолін   | Удінезе           | Аттіліо Тессер       | Новара            |
| 2011-12 | Антоніо Конте        | Ювентус           | Зденек Земан         | Пескара           |
| 2012-13 | Антоніо Конте        | Ювентус           | Еусебіо Ді Франческо | Сассуоло          |
| 2013-14 | Антоніо Конте        | Ювентус           | Мауріціо Саррі       | Емполі            |
| 2014-15 | Массіміліано Аллегрі | Ювентус           | Роберто Стеллоне     | Фрозіноне         |
| 2015-16 | Мауріціо Саррі       | Наполі            | Іван Юріч            | Кротоне           |
| 2016-17 | Массіміліано Аллегрі | Ювентус           | Леонардо Семплічі    | СПАЛ              |
| 2017-18 | Массіміліано Аллегрі | Ювентус           | Ауреліо Андреаццолі  | Емполі            |
| 2018-19 | Джан П'єро Гасперіні | Аталанта          | Фабіо Ліверані       | Лечче             |
| 2019-20 | Джан П'єро Гасперіні | Аталанта          | Філіппо Індзагі      | Беневенто         |
| 2020-21 | Антоніо Конте        | Інтернаціонале    | Алессіо Діонізі      | Емполі            |

## Переможці
- 4  Массіміліано Аллегрі
- 4  Антоніо Конте
- 3  Фабіо Капелло
- 2  Альберто Дзаккероні
- 2  Карло Анчелотті
- 2  Чезаре Пранделлі
- 2  Марчелло Ліппі
- 2  Джан П'єро Гасперіні